# Historia de la Antártida

Bandera de la Antártida.

La Antártida no cuenta con población nativa originaria, por lo tanto su historia humana no comienza sino hasta el siglo XIX, cuando el continente fue comprobadamente descubierto. El crédito por su descubrimiento entre los años 1820/1821 se disputa entre un mercader británico, un explorador y científico ruso, y un cazador de focas estadounidense (Nathaniel Palmer). Este último la avistó en el año 1821 cuando observó desde lejos las montañas de la península Antártica que se extienden hacia Tierra del Fuego.

## Antiguas teorías

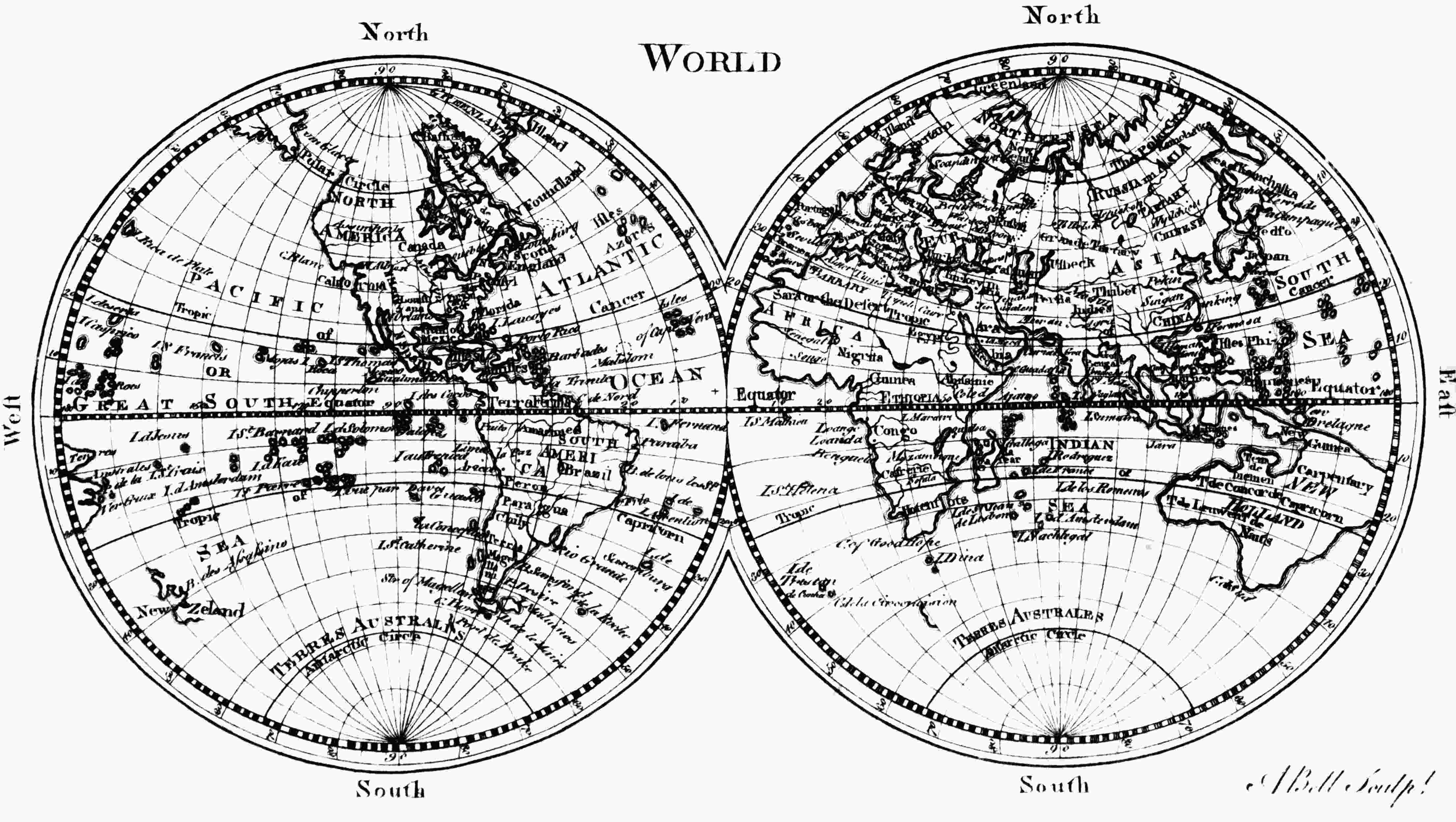
Mapamundi de 1771 que muestra una circular Terra Australis, muestra parcialmente costas de Nueva Zelanda y el sur de América del Sur y África.

En el Mundo occidental, la creencia en una Terra Australis —un vasto continente localizado en el extremo sur del globo para «equilibrar» a las vastas tierras del norte: Europa, Asia y América del Norte— ha existido por siglos. Los mapas europeos continuaron mostrando esta tierra hipotética hasta que el Capitán James Cook y las tripulaciones de sus barcos Resolution y Adventure cruzaron tres veces el círculo polar antártico entre 1772 y 1775 desacreditando el mito. Sin embargo, bancos de hielo impidieron a Cook y sus hombres avistar el continente, que era mucho más pequeño de lo que se había pensado hasta entonces. Cook tuvo el presentimiento de que se encontraba avistando una tierra cubierta de glaciares.  En 1513, el almirante turco Piri Reis dibujó un mapa que se dice muestra parte del continente Antártico.

## Descubrimiento y exploración de las regiones australes
No fue hasta que el príncipe Enrique el navegante comienza en 1418 incentivando la penetración en los zona tórrida en un esfuerzo por alcanzar la India circunnavegando África cuando la exploración del hemisferio sur comienza. La doblada del cabo de Buena Esperanza en 1487 por Bartolomé Días demostró que el océano separaba África de cualquier tierra antártica que pudiera existir. El cruce del estrecho de Magallanes en 1520 mostró que América y Asia también estaban separadas del continente antártico, el cual se creía extendiéndose desde Tierra del Fuego hacia el sur. En 1525 el cruce al sur del cabo de Hornos por Francisco de Hoces probó que el archipiélago de Tierra del Fuego era de pequeña extensión y que cualquier continente que quedara al sur debía estar en una región de invierno perpetuo. Aunque este hecho, atesorado discretamente por la Corona española, se divulgó a partir una suposición del corsario inglés Francis Drake, que se asomó accidentalmente (desviado por una tormenta) a las aguas que separan ambos continente en 1578, aunque no las atravesó ni reconoció, pues previamente ya había cumplido su cometido de cruzar del Atlántico al Pacífico por el Estrecho de Magallanes con el fin de saquear colonias españolas en dicho océano. Posteriormente, la anterior la ruta de Hoces fue reafirmada por la descripción del Cabo de Hornos y la navegación entre ambos océanos por el holandés Willem Cornelisz Schouten, en 1616.

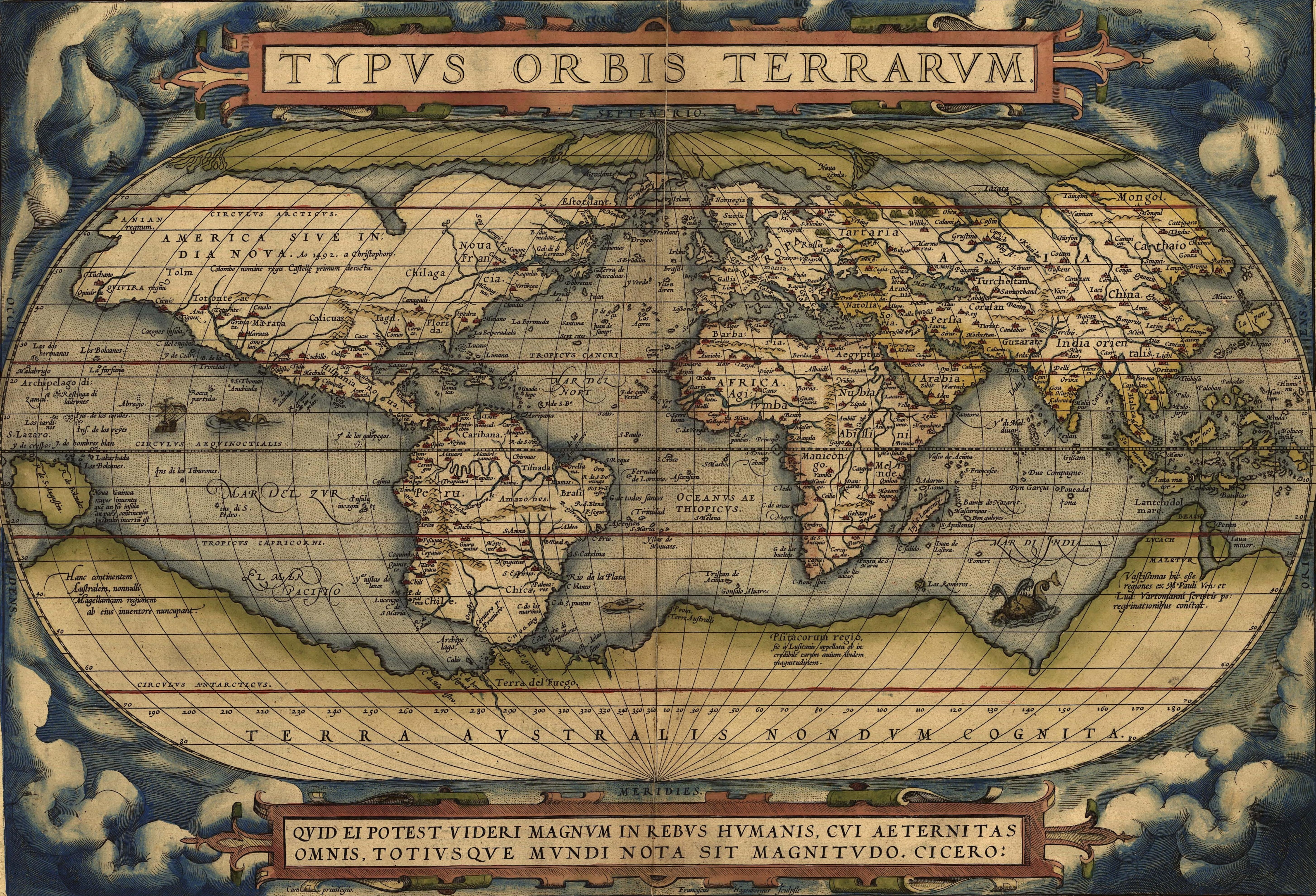
Mapamundi de Abraham Ortelius (1570) que une la Antártida con Australia.

Antes de eso, sin embargo, vagos informes de tierra al sur del archipiélago malayo llevaron a los geógrafos europeos a conectar en sus globos la costa de Tierra del Fuego con la costa de Nueva Guinea, y dejando volar su imaginación en los vastos espacios desconocidos del Atlántico sur, del sur de los océanos Índico y Pacífico, y bocetearon los bordes de la Terra Australis Incognita ("Tierra Austral desconocida"), un vasto continente internándose en parte dentro de los trópicos. La búsqueda de esa gran tierra del sur o Tercer Mundo fue motivo de búsqueda de exploradores del siglo XVI y de comienzos del siglo XVII.

Mapa de los territorios al sur del estrecho de Magallanes que formaron parte de la gobernación española de Pedro Sancho de la Hoz (1539-1555).

En 1539, el rey de España Carlos V crea la gobernación de la Terra Australis a cargo de Pedro Sancho de la Hoz quien en 1540 traspasaría el título al conquistador Pedro de Valdivia. En 1558 el cosmógrafo y navegante Juan Ladrillero, tras zarpar el año anterior del puerto de Valdivia por orden del gobernador de Chile, García Hurtado de Mendoza, tomó posesión de las tierras que se ubicaran al sur (y ribereñas al norte) del Estrecho de Magallanes, en Cabo Posesión.  
Historiadores atribuyen el primer avistaje de tierras antárticas al marino neerlandés Dirk Gerritsz Pomp, que habría encontrado las islas hoy denominadas Shetland del Sur. Según su relato, su nave fue desviada de curso por una tormenta después de trasponer el estrecho de Magallanes, en el viaje de ida de una expedición neerlandesa a las Indias Orientales, en 1599.
El navegante español Gabriel de Castilla, zarpó de Valparaíso en marzo de 1603 al mando de tres naves en una expedición encomendada por su primo hermano el virrey del Perú, Luis de Velasco y Castilla, para reprimir las incursiones de corsarios neerlandeses en los mares al sur. Al parecer esa expedición alcanzó los 64° de latitud sur. No se han hallado aún en archivos españoles documentos que confirmen la latitud alcanzada y las tierras avistadas; sin embargo, el relato del marinero neerlandés Laurenz Claesz (en un testimonio sin fecha, pero probablemente posterior a 1607), documenta la latitud y la época. Claesz declara que él:

ha navegado bajo el Almirante don Gabriel de Castilla con tres barcos a lo largo de las costas de Chile hacia Valparaiso, i desde allí hacia el estrecho [de Magallanes], en el año de 1604; i estuvo en marzo en los 64 grados i allí tuvieron mucha nieve. En el siguiente mes de abril regresaron de nuevo a las costas de Chile.

Willem Schouten y Jacob Le Maire redescubrieron el extremo sur de la Tierra del Fuego y bautizaron el cabo de Hornos en 1615, Pedro Fernández de Quirós en 1606 tomó posesión en nombre del rey de España de todas las tierras que descubrió en Austrialia del Espíritu Santo (las Nuevas Hébridas) y aquellas que descubriera "hasta el polo", y Tasman en 1642 demostró que Nueva Holanda (Australia) estaba separada por mar de cualquier continente más al sur.
Otro documento neerlandés, publicado en Ámsterdam en tres idiomas en 1622 afirma que a los 64° S hay tierra "muy alta y montañosa, cubierta de nieve, como el país de Noruega, toda blanca, que parecía extenderse hasta las islas Salomón", lo que evidentemente confirma un avistamiento previo a la publicación.
Las tierras avistadas serían las islas llamadas desde el siglo XIX con el nombre de Shetland del Sur. El documento neerlandés, tal cual se puede notar, aunque ya distinguía la separación entre Tierra del Fuego y la Antártida aún mantenía la creencia de que el continente hoy llamado Antártida incluía a Australia y zonas próximas a las ecuatoriales islas Salomón en las que se suponían grandes minas de oro.
El 30 de abril de 1606 Pedro Fernández de Quirós tomó posesión de todas las tierras del Sur hasta el Polo para la Corona de España en la isla de Espíritu Santo en Vanuatu, a la que llamó Austrialia del Espíritu Santo pensando que era parte de la Terra Australis Incognita.
En 1619 la expedición española de los hermanos Nodal descubrió las tierras subantárticas americanas más australes y cercanas al continente helado, las Islas Diego Ramírez, a los  56°32′ S, más allá del Cabo de Hornos. Y aún siguieron navegando hacia el sur unos días hasta alcanzar los 58°30′ S, en la medianía del Mar de Hoces (o Paso Drake), el 16 de febrero de ese año.
Viajeros que cruzaban el cabo de Hornos frecuentemente se encontraban con vientos en contra y eran llevados al sur hacia cielos nivosos y mares con hielo; sin embargo ninguno de ellos hasta 1770, que se sepa, habría alcanzado el círculo polar. La historia del descubrimiento de tierra en los 64° S por Dirk Gerritsz a bordo del Blijde Boodschap en 1599 es considerado por muchos historiadores como la primera expedición en llegar a la Antártida.
Una historia similar de un avistamiento de "montañas cubiertas de nieve" más allá de los 64° S en 1603 fue relatada por el español Gabriel de Castilla.
Según varias fuentes las Georgias del Sur fueron avistadas en 1675 por Anthony de la Roché, el cual historiadores argentinos niegan su veracidad. Puede decirse con certeza que todos los navegantes que llegaron a los hielos del sur hasta 1750 lo hicieron involuntariamente al ser desviados de sus cursos. Se puede hacer una excepción en favor del viaje de Halley en el HMS Paramour para investigaciones magnéticas en el Atlántico Sur cuando se encontró con los hielos en los 52° S en enero de 1700; pero esa fue su latitud más austral. Un determinado esfuerzo de parte del oficial naval francés Pierre Bouvet de descubrir la tierra del sur descrita por un semilegendario sieur de Gonneyville tuvo como resultado el solo descubrimiento de la isla Bouvet en 54°10′ S, y en la navegación de 48 grados de longitud de mar con hielos cerca de los 55° S en 1730. En 1771 Yves-Joseph de Kerguelen-Trémarec zarpó de Francia con instrucciones de ir al sur desde Mauricio en busca de un "continente muy grande". Avistó una tierra en los 50° S que el llamó Francia del Sur, y que creyó la masa principal de un continente austral. Fue enviado otra vez para completar la exploración de la nueva tierra, y se encontró que era una isla inhóspita y la rebautizó como isla de la Desolación, pero posteriormente fueron reconocidos sus esfuerzos bautizándola como Tierra de Kerguelen.

### La búsqueda de Cook
La obsesión por el continente no descubierto culminó en el cerebro de Alexander Dalrymple, el brillante y errático hidrógrafo nominado por la Royal Society para comandar el tránsito de Venus, expedición a Tahití en 1769, cosa que prefirió menos por su interés astronómico que por la oportunidad que le proporcionaría de confirmar que su explorador favorito Pedro Fernández de Quirós estaba en lo cierto. El mando de la expedición fue dado por el almirantazgo al capitán James Cook, cuyos resultados geográficos fueron criticados por Dalrymple con una fuerza y persistencia que probablemente hizo cierta presión en la decisión del almirantazgo de enviar a Cook nuevamente, con instrucciones explícitas de resolver el problema del continente austral.
Navegando en 1772 con el Resolution, un barco de 462 toneladas bajo su propio mando y el Adventure de 336 toneladas al mando del capitán Tobias Furneaux, Cook primero buscó en vano la isla Bouvet, luego navegó por 20 grados de longitud al oeste en latitud 58° S., y luego 30° al este mayoritariamente al sur de los 60° S, la latitud más austral alcanzada voluntariamente por cualquier barco hasta entonces. El 17 de enero de 1773 fue cruzado el círculo polar antártico por primera vez en la historia y ambos barcos alcanzan los 67°15′S 39°35′E / -67.250, 39.583, donde su curso fue interrumpido por el hielo. Allí Cook regresa rumbo norte en busca de Francia del Sur, de cuyo descubrimiento había recibido noticias en Ciudad del Cabo, pero dada la vaga determinación de su longitud por Kerguelen, Cook alcanza la asignada latitud 10° demasiado lejos y no alcanza a avistarla. Vuelve al sur de nuevo y es detenido por el hielo en los 61°52′S 95°00′E / -61.867, 95.000, y continuó hacia el este cerca del paralelo 60° S hasta los 147° E donde el 16 de marzo el incipiente invierno lo hizo ir al norte, a Nueva Zelanda y las islas tropicales del Pacífico. En noviembre de 1773 Cook sale de Nueva Zelanda, dejando la compañía del Adventure, alcanzando los 60° S a los 177° W, donde navegó hacia el este manteniéndose tan al sur como se lo permitían los hielos flotantes. El círculo polar antártico fue cruzado el 20 de diciembre y Cook permaneció al sur de éste por tres días, alcanzando los 67°31′ S para volver al norte del círculo en los 135° W. Un largo desvío hasta los 47°50′ S sirvió para comprobar que no había ninguna conexión terrestre entre Nueva Zelanda y Tierra del Fuego, y volviendo al sur de nuevo, Cook cruza el círculo polar antártico por tercera vez a los 109°30′ O, y cuatro días después su avance fue bloqueado por el hielo en los 71°10′S 106°54′O / -71.167, -106.900. Este punto, alcanzado el 10 de enero de 1774, fue el lugar más austral alcanzado en el siglo XVIII. Con un gran desvío hacia el este, casi hasta la costa de América del Sur, la expedición regresa a Tahití para descansar y reaprovisionarse. En noviembre de 1774 Cook zarpa de Nueva Zelanda y cruza el Pacífico sur sin señales de tierra entre los 53° y 57° S hasta Tierra del Fuego, pasando por el cabo de Hornos el 29 de diciembre, descubriendo las Islas Georgias del Sur y Sandwich del Sur, las únicas tierras cubiertas de hielo que haya visto, y cruza el Atlántico Sur hacia el cabo de Buena Esperanza entre los 55° y 60° S, haciendo desaparecer así el continente de Dalrymple desde todos los océanos, dejando abierta la ruta a futuras expediciones antárticas, y echando por tierra el mito de un continente austral habitable. El descubrimiento más austral de tierra hecho por Cook quedaba en el lado templado del paralelo 60, y se convenció a sí mismo que si había tierra más al sur era prácticamente inaccesible y sin valor económico.

### Exploración de la Antártida
La primera tierra avistada en forma confirmada al sur del paralelo 60° S fue por el foquero inglés William Smith a bordo del bergantín mercantil Williams, mientras navegaba a Valparaíso, desviado de su ruta en el sur del cabo de Hornos, el 19 de febrero de 1819 avistó la extremidad nordestal de la isla Livingston, Punta Williams.

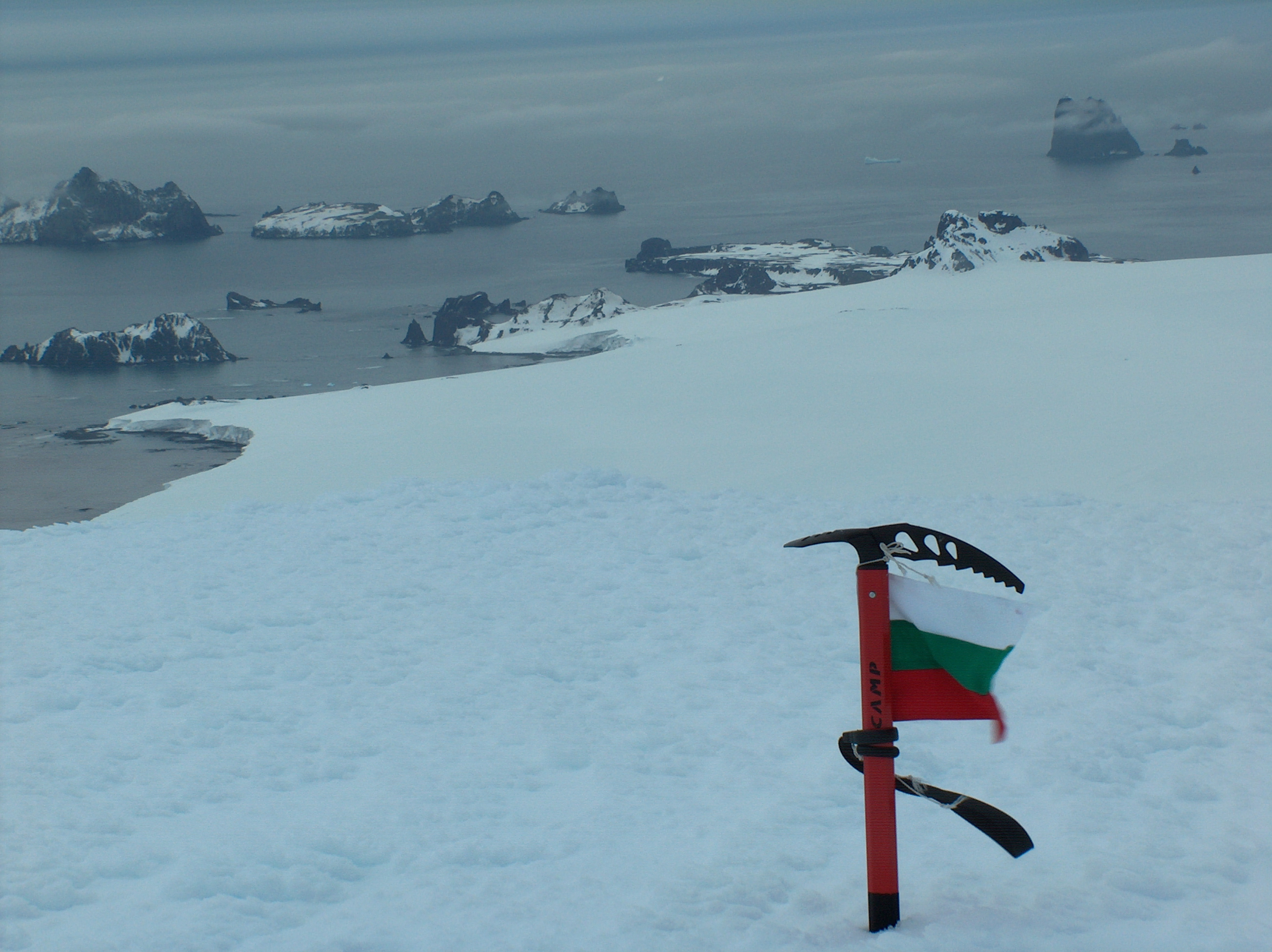
Punta Williams, descubierto el 19 de febrero de 1819

En septiembre de 1819 el navío de línea español San Telmo, de 74 cañones y 644 hombres de tripulación, desapareció en las tormentosas aguas al sur del cabo de Hornos, tras separarse de dos fragatas, con las que formaba una división con destino al Callao. Se cree, por los restos encontrados en la actualidad, y los testimonios de los balleneros ingleses y norteamericanos que pisaron aquellas tierras antárticas entre 1820 y 1821, que el San Telmo pudo llegar a esas inhóspitas tierras, e incluso pudo haber sobrevivido, durante un cierto tiempo, parte de su tripulación. Se desconoce si algún sobreviviente consiguió ser el primero en poner pie en esas islas antárticas. Restos del barco fueron hallados meses después por foqueros en la costa norte de la isla Livingston (islas Shetland del Sur).

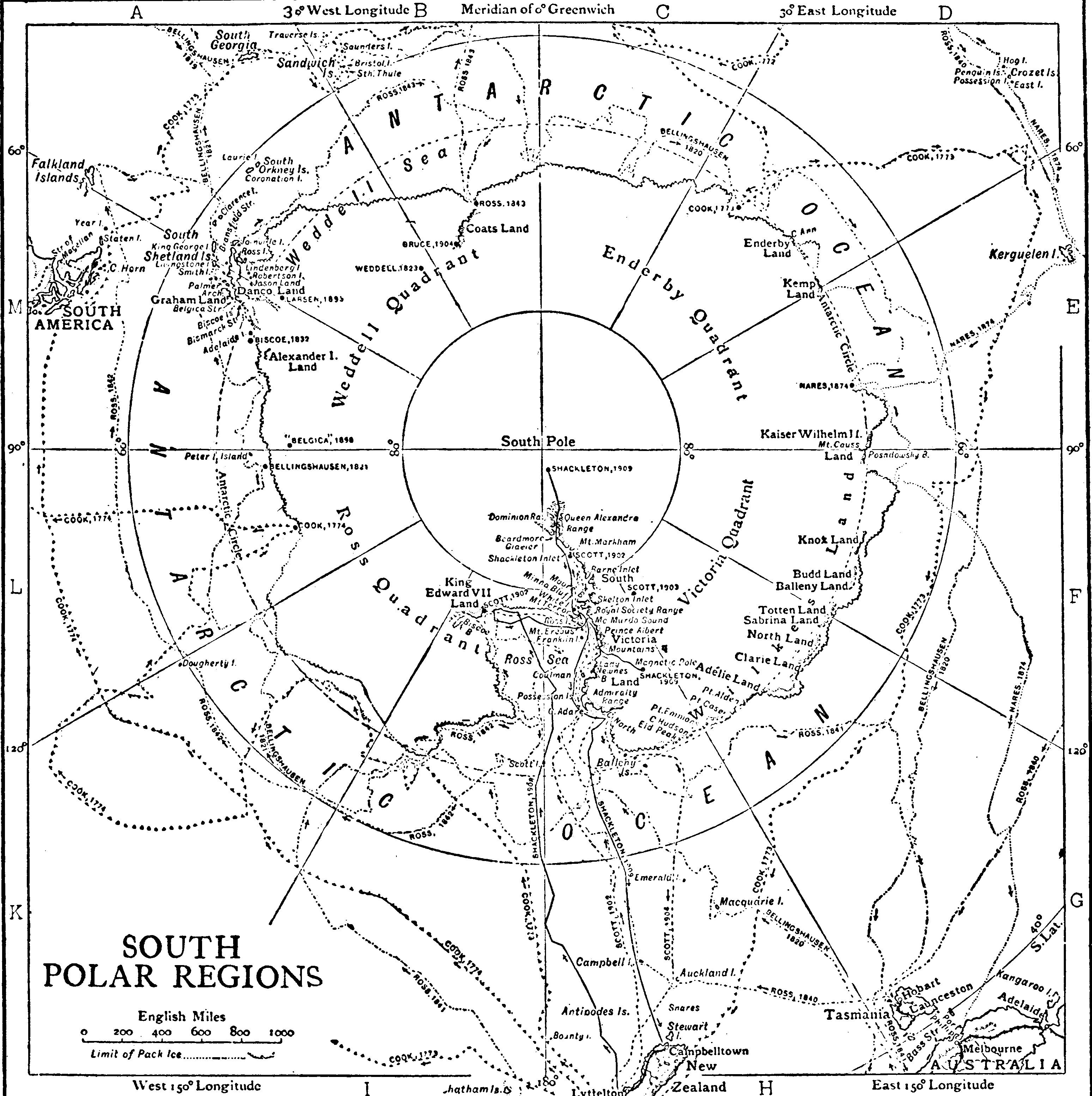
Algunas de las primeras rutas de exploración

El capitán William Smith volvió al archipiélago Shetland del Sur en octubre de 1819, descubrió la isla Desolación cerca de punta Williams, después desembarcó en la isla Rey Jorge (isla 25 de Mayo) el 16 de octubre de 1819 y tomando posesión de ella en nombre del Reino Unido y descubrió también la isla Smith. Smith visitó las islas Shetland del Sur por tercera vez entre diciembre de 1819 y enero de 1820. Su nave fue comisionada por el capitán William Shirreff, jefe naval británico en el océano Pacífico con base en Chile, y Smith fue acompañado por el teniente Edward Bransfield, fue enviado por la marina de guerra británica para examinar y cartear las tierras nuevas.
El primer avistamiento confirmado de la Antártida no se puede atribuir con certeza a una sola persona. Puede sin embargo, restringirse a tres personas. De acuerdo a diversas fuentes, los tres hombres avistaron la Antártida con días o meses de diferencia entre ellos: Fabian von Bellingshausen, de la Armada Imperial Rusa; Edward Bransfield, de la Armada Británica y Nathaniel Palmer, un foquero estadounidense de cerca de Stonington, Connecticut. 
El 28 de enero de 1820 la expedición rusa comandada por Fabian Gottlieb von Bellingshausen y Mijail Petrovich Lazarev, que circunnavegó el continente y realizó un reconocimiento del litoral, alcanzó un punto a 20 millas náuticas del territorio continental y vieron campos de hielo allí. Casi simultáneamente, el 30 de enero, Bransfield avistó la península Trinidad o península Luis Felipe, el extremo norte del continente antártico propiamente tal y desembarcó en el extremo norte de la península Antártica, mientras que Palmer divisó el continente en el área sur de la península Trinidad en noviembre de 1820. En 1823 James Weddell (británico) descubre las islas Orcadas del Sur y el mar que llamó rey Jorge IV (hoy mar de Weddell).
Sólo poco más de un año después, el primer desembarco en el continente mismo fue realizado por el capitán estadounidense John Davis, un foquero, quien reclamó haber puesto los pies allí el 7 de febrero de 1821, aunque esto no es aceptado en forma unánime por los historiadores.
Después de que el polo norte magnético fuera localizado en 1831, exploradores y científicos comienzan la búsqueda del polo sur magnético. Uno de esos exploradores, James Clark Ross, comandó una expedición británica al mando de los navíos Erebus y Terror. Identificó su posición aproximada, pero le fue imposible alcanzarla. Él también cartografió el Campo de Hielo Ross, que más adelante llevaría su nombre. En 1841 descubrió el mar de Ross, La Tierra Victoria y Los volcanes monte Erebus y monte Terror y la isla Ross fueron bautizados en honor a los dos barcos de la expedición y de su comandante. Posteriormente, la barrera de hielo conocida como barrera de la Reina Victoria pasaría a llamarse barrera de Ross en su honor. Alrededor de 1840 la expedición francesa (1837-1840), en busca del polo magnético del hemisferio sur, dirigida por Jules Sébastien César Dumont d'Urville (1790-1842), descubrió la Tierra Adelia.
El primer desembarco documentado en el continente mismo en la Antártida Oriental fue efectuado por el foquero estadounidense Mercator Cooper el 26 de enero de 1853 a bordo del Levant en Tierra de Victoria.

### Expediciones terrestres de los siglosXIXyXX
En 1897, una expedición liderada por el belga Adrien de Gerlache de Gomery (1866-1934) salió de Amberes, Bélgica a bordo del Bélgica, hacia la Antártida. Este equipo multinacional incluía un zoólogo rumano, (Emil Racoviţă), un geólogo polaco (Henryk Arctowski), navegante/astrónomo belga (George Lecointe), algunos noruegos, incluyendo a Roald Amundsen, y a un cirujano estadounidense, el Dr. Frederick Cook. Descubrieron el largo estrecho de Gerlache en el lado occidental de la península Antártica. En 1898, se convierten en los primeros humanos en pasar el invierno en la Antártida, cuando su barco Bélgica queda atrapado en el hielo cerca de la costa antártica a unos 85°O. El barco quedó atascado el 28 de febrero de 1898, y sólo fue posible liberarlo de los hielos el 14 de marzo de 1899. El 28 de marzo de 1899, desde Punta Arenas Gerlache informó por radiotelegrafía el buen resultado de la invernada en la Antártida. Durante su estadía forzada, algunos hombres pierden la cordura, no solo por la casi continua noche invernal antártica y por soportar los aprietos físicos, sino por los problemas idiomáticos entre las diferentes nacionalidades. También hubo que lamentar dos víctimas: un marinero que cayó por la borda durante una tormenta y el geofísico Emile Danco (1869-1898), quien falleció de lo que entonces se llamó anemia polar y que, según los conocimientos actuales, fue causada principalmente por deficiencia vitamínica. Por la estadía forzada, fue la primera expedición en realizar una observación meteorológica continua durante todo un año. A su regreso, el meteorólogo Henryk Arctowski pudo presentar a la opinión pública mundial los primeros datos meteorológicos del ciclo anual completo de la Antártida. Mucho antes de que se desarrollara la teoría del frente polar en la década de 1920, determinó mediante sus observaciones que en la Antártida circulaban zonas de baja presión en forma de ondas. Arctowski mostró además que el invierno antártico era mucho más frío de lo que normalmente se creía antes de la invernada. Al mismo tiempo, notó que la frecuencia de la aurora austral era igual a la de la aurora boreal en sus respectivas amplitudes magnéticas, lo que indicaba un origen común.
La segunda expedición antártica (1898-1900), bajo la dirección del sueco Carsten Borchgrevink (1864-1934), se pudo llevar a cabo mediante un financiamiento privado británico. Partieron a bordo del Southern Cross hacia la Tierra Victoria (al este del mar de Ross), donde invernaron en el cabo Adare, la costa más ventosa de la Antártida. Realizaron algunas recolecciones zoológicas y geológicas y observaciones magnéticas, también realizaron mediciones meteorológicas cada dos horas durante un año, así como registros de la presión atmosférica y la temperatura en el continente austral. También en 1899 la deficiencia vitamínica provocó que el biólogo Nikolai Hanson muriera de escorbuto. Antes del viaje de regreso, Borchgrevik todavía intentó llegar hasta 78°50′ S sobre la barrera de Ross. Los resultados meteorológicos aportaron la primera imagen del clima marítimo antártico: los vientos predominantes ESE y SE señalaron la existencia de una zona de alta presión que se extendía por una gran parte de la Antártida y que correspondía a un reflujo de masas de aire en dirección al polo sur en las capas de aire superiores.

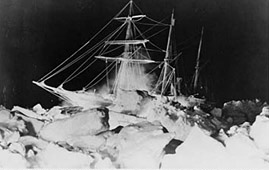
El Endurance de noche, en la Expedición Imperial Transantártica de Ernest Shackleton, 1914.

En 1900, el Reino Unido volvió a enviar una expedición a la Antártida, bajo el mando del capitán Robert Falcon Scott. La Expedición Nacional Antártica o Expedición Discovery como fue popularmente conocida por el nombre de su navío, el Discovery. La expedición exploró el mar de Ross y la Tierra de Eduardo VII, y alcanzó el punto más meridional que ningún hombre había alcanzado hasta la fecha, cuando el 31 de diciembre de 1902 Scott, Ernest Shackleton y el doctor Edward Adrian Wilson alcanzaron la latitud 82°17′, unos 857 km (463 millas náuticas) del polo sur, desde su base en el estrecho de McMurdo.
En 1903 la Expedición Antártica Nacional Escocesa estableció la Osmond House, un observatorio meteorológico en la [isla Laurie]] de las islas Orcadas del Sur. Un año después, la posesión del observatorio fue traspasada a Argentina, siendo rebautizada como Base Orcadas, la base permanente más antigua del continente, y la única existente por cerca de 40 años.
Ernest Shackleton, que había sido miembro de la expedición de Scott, organizó y lideró la Expedición Imperial Antártica Británica (1907-09), conocida como Expedición Nimrod. Nuevamente con el objetivo principal de alcanzar el polo sur, llegando a 180 km (97 millas náuticas) de éste. Esta expedición tuvo su base en el estrecho de McMurdo, Shackleton, descubrió el glaciar Beardmore y fue el primero en alcanzar la meseta antártica. Durante su expedición, un equipo dirigido por Edgeworth David se convierte en el primero en escalar el monte Erebus y en alcanzar el polo sur magnético, por Mawson, David y McKay. 
En 1908 mediante "Cartas Patentes", el Reino Unido reclama las tierras ubicadas al sur del paralelo 50° S, entre los 20° y 80° longitud Oeste. Como esa definición incluía la parte austral de América del Sur (Chile y Argentina), se dictaron unas nuevas Cartas Patentes en 1917, esta vez excluyendo la zona al oeste del meridiano 50° O, al norte del paralelo 58° S.
En 1910 dos expediciones más se dirigieron a la Antártida con el mismo objetivo: alcanzar el polo sur. Una de ellas era una expedición noruega comandada por Roald Amundsen, que años atrás había sido el primer hombre en franquear el paso del Noroeste. La otra era, una vez más británica, y estaba comandada de nuevo por el capitán Scott. En el verano de 1911 ambas expediciones se dirigieron al Polo. Roald Amundsen utilizó como fuerza motriz perros groenlandeses y las enseñanzas y consejos de Fridtjof Nansen (así como su barco, el célebre Fram). Scott, en cambio, utilizó ponis en una primera etapa y la propia fuerza humana en la segunda. Roald Amundsen alcanzó el polo sur el 14 de diciembre de 1911 desde el barco Fram, usando una ruta desde la bahía de las Ballenas hasta el glaciar Axel Heiberg. Scott lo hizo el 17-18 de enero de 1912. Mientras los noruegos no tuvieron mayores complicaciones, la mala planificación, unida a la mala fortuna, hizo que los cinco expedicionarios británicos que habían alcanzado el polo murieran en la travesía de regreso después de haber sido retrasado por una serie de accidentes, mal tiempo, y el estado físico decadente de los hombres. La base Amundsen-Scott fue bautizada más tarde en homenaje a estos dos hombres.
Amundsen fue seguido por Robert Falcon Scott desde el barco Terra Nova más de un mes después, usando la ruta de que fue pionero Shackleton. 

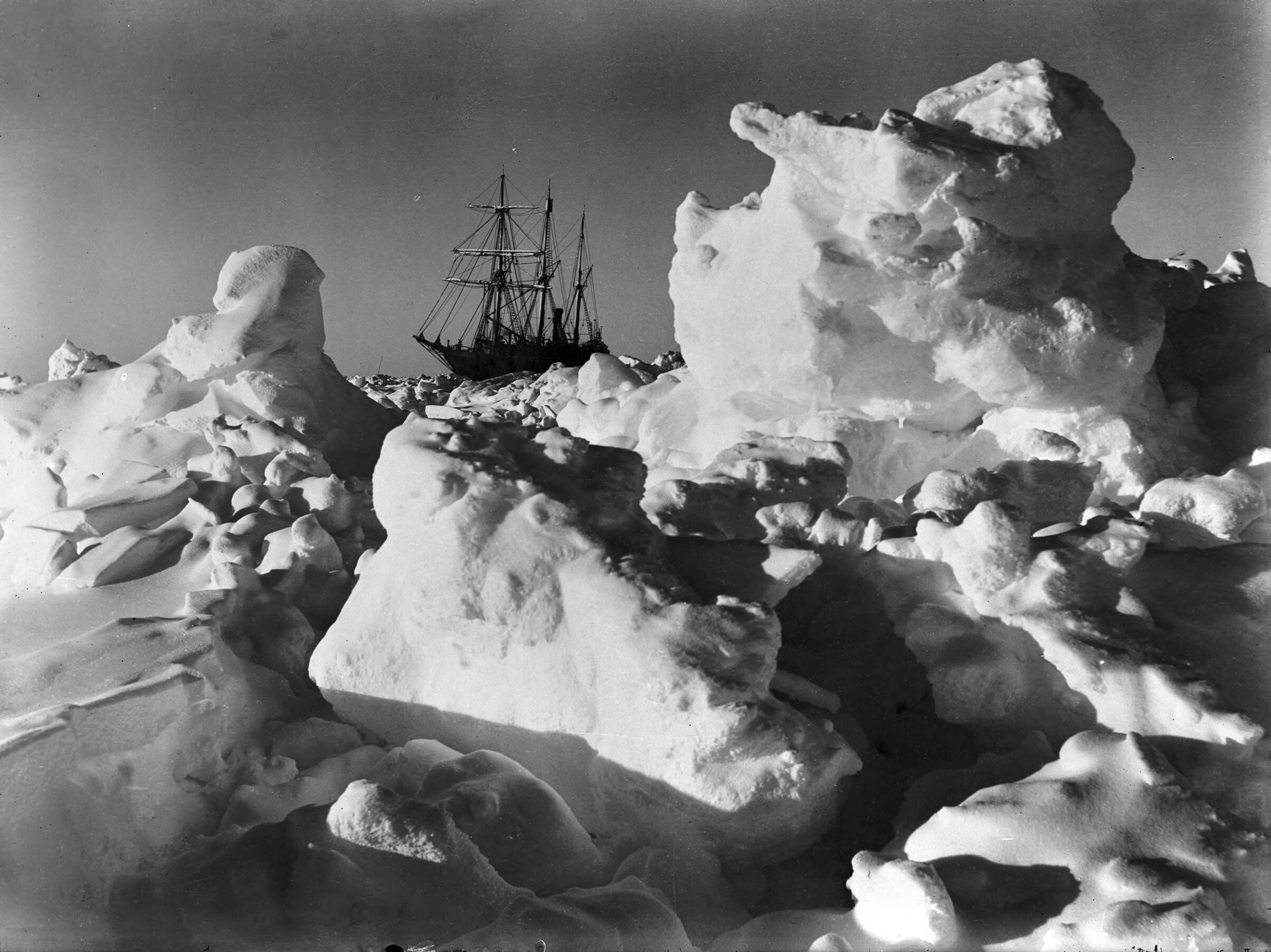
El Endurance atrapado en un banco de hielo.

La Expedición Imperial Trans-Antártica de 1914, liderada por Ernest Shackleton, cuyo propósito era cruzar el continente por vía del polo, sin embargo el barco, el Endurance, fue atrapado e impactado por bancos de hielo antes de que siquiera pudieran desembarcar. Los miembros de la expedición sobrevivieron después de una épica jornada sobre el hielo en la isla Elefante, tras un duro invierno, la embarcación no soportó la presión de los hielos y quedó destruida. Shackleton y sus hombres arrastraron dos botes por los hielos del mar de Weddell hasta que llegaron a aguas abiertas, donde se hicieron a la mar. Tras dejar a casi todos los expedicionarios en la isla Elefante, Shackleton y otros cinco hombres partieron a bordo del bote James Caird, que previamente habían reformado, rumbo a la isla Georgia de Sur, donde sabían que podrían encontrar ayuda, para dar la alarma en la estación ballenera Grytviken. Este notorio viaje, que pasaría a los anales de la historia por su dificultad, fue seguido de 36 horas de marcha a pie a través de las desconocidas montañas de la isla. Los supervivientes fueron rescatados de la isla Elefante el 30 de agosto de 1916 en el pequeño barco chileno Yelcho comandado por Luis Pardo Villalón, desde Punta Arenas, sin que se produjera ninguna baja. 
Nueva Zelanda reclama la (Dependencia Ross), entre los 150°W y los 160°E, al sur de los 60°S, en 1923. Francia formaliza su reclamación antártica en 1924, entre los 136°E y los 142°E (Tierra Adelia), al sur de los 60°S. En 1929 Noruega reclama la isla Pedro I.
El Contraalmirante de la marina estadounidense Richard Evelyn Byrd lideró cinco expediciones a la Antártida en los años 1930, 1940, y 1950. Sobrevoló el polo sur con el piloto Bernt Balchen el 28 y 29 de noviembre de 1929, para efectuar su sobrevuelo del polo norte en 1926. Las exploraciones de Byrd tuvieron la ciencia como principal objetivo y fue pionero en el uso de aviones en ese continente. Byrd es acreditado con efectuar más exploración antártica que cualquier otro explorador. Sus expediciones allanaron el camino para las modernas investigaciones y exploraciones antárticas. En 1934 invernó en solitario en una cabaña a 200 kilómetros de la base más próxima, con la intención de recoger mediciones y datos científicos.
En 1933 se delimita el Territorio Antártico Australiano, entre los 45°E y los 136°E y entre los 142°E y los 160°E, al sur de los 60°S. En 1938, Noruega reclama la (Tierra de la Reina Maud), entre los 20°W y los 45°E.

### Exploración aérea de la Antártida
En la década de 1920, la aviación llegó a la Antártica. El australiano Hubert Wilkins (1888-1958) y el estadounidense C. B. Eielson fueron los primeros en utilizar aviones durante la expedición (1928-1929) para la exploración de la costa este de la Tierra de Graham. Wilkins regresó a la Antártida en el verano de 1929-1930 para seguir persiguiendo su objetivo de volar desde las dependencias de las Islas Malvinas (isla Decepción) hacia el oeste a lo largo de la costa de la península Antártica hasta el mar de Ross.
El explorador estadounidense Richard Evelyn Byrd (1888-1957) estableció en la bahía de las Ballenas, cerca de la antigua estación de invernada de Amundsen un gran campamento, que denominó Little America (La pequeña América), en la barrera de hielo de Ross. La pendiente de la barrera permitió el desembarco de los materiales necesarios para erigir la base antártica. Utilizando trineos tirados por perros esquimales y vehículos para la nieve fueron transportados dichos elementos. En total se llevaron 80 perros esquimales para esta tarea y para las exploraciones terrestres hacia las montañas antárticas para efectuar estudios geológicos. La actividad más tediosa fue escalar la barrera y transportar 650 toneladas de componentes. Con buenas condiciones meteorológicas se podían recorrer 30 millas diarias. Asimismo se desembarcaron y transportaron los tres aviones a utilizar en las distintas exploraciones: un trimotor Ford y dos aviones monomotores Fairchild y Fokker. A principios de 1929 y en noviembre voló al polo sur. Byrd regreso a la Antártida en 1934 y desde la estación ampliada Little America II, Byrd continuó la cartografía aérea de la Tierra de Marie Byrd hasta la cordillera de la Reina Maud. Ambas expediciones incluyeron personal de investigación científica. La tercera empresa de Byrd (verano de 1939-1940) estudió los alrededores con aviones y trineos tirados por perros desde dos estaciones de invernada (East Base en la costa este de la Tierra de Graham y Little America III), y amplió así de manera decisiva los conocimientos de las expediciones anteriores. Esta expedición también dejó tras de sí en el continente blanco banderas y documentos que debían documentar la reclamación territorial de Estados Unidos.
La primera expedición noruega (verano de 1929-1930), patrocinada por el cónsul Lars Christensen (1884-1965) y bajo la dirección de Nils Larsen (nacido en 1900), realizó un sondeo aéreo de la Tierra de Enderby. Se realizaron extensos vuelos de fotografía sobre la costa antártica entre la Tierra del Emperador Guillermo II y la Tierra de Enderby, así como a lo largo de la Costa del Príncipe Harald descubierta por ellos, cuya posesión fue reclamada por Noruega.
Durante su segunda expedición (1929-1931), Mawson cartografió la costa entre 75°E y 45°E tanto desde barco como desde avión.
Otras expediciones aéreas importantes fueron: las dirigidas por el estadounidense Lincoln Ellsworth (1880-1951), que atravesó el continente en 1935 con cuatro aterrizajes intermedios, desde la isla Dundee (península Antártica) hasta bahía de las Ballenas y realizó nuevos descubrimientos como los montes de la Eternidad. Los noruegos condujeron una gran expedición aérea en 1938 y 1939. Y la expedición del servicio Antártico Estadounidense entre 1939 y 1941. La expedición británica a la Tierra de Graham (1934-1937), bajo la dirección del inglés John Rymill (1905-1968), invernó dos años y exploró la península Antártica Occidental desde avión y con trineos tirados por perros y comprobó que la Tierra de Graham está unida al continente Antártico. La expedición de Rymill siguió un programa intensivo meteorológico, geológico, glaciológico y biológico.
En el verano austral de 1938-1939 la expedición alemana salió en secreto de Hamburgo hacia la Antártida en el buque-catapulta ms Schwabenland capaz de transportar aviones y que fue adaptado para la expedición, bajo el mando de Alfred Ritscher (1879-1963). La expedición tenía 33 miembros, además de la tripulación de la nave, compuesta por 24 personas. El 19 de enero de 1939 el buque llegó a la Costa de la Princesa Marta en la Tierra de la Reina Maud, estableciendo una base temporal en tierra. Mediante fotogrametría aérea se llevó a cabo un reconocimiento detallado de una región hasta entonces desconocida entre 14°O y 20°E con el propósito de tomar posesión de este territorio. La expedición descubrió Nueva Suabia junto con sus cordilleras y, con las tomas fotogramétricas, construyó una de las cartas más informativas del interior de la Antártida de esa época, la cual cubre aproximadamente 350 000 km². La Segunda Guerra Mundial impidió la continuación de las investigaciones planeadas.

### Exploraciones recientes
Las exploraciones científicas y sistemáticas de la Antártida, a largo plazo, comenzaron con el Año Geofísico Internacional (AIG), del 1 de julio de 1957 al 31 de diciembre de 1958. Doce países establecieron más de sesenta estaciones científicas de la Antártida durante el AIG.

## Tensión política

Mapa que muestra las superposiciones de los territorios reclamados por Argentina, Chile y el Reino Unido.

Antes del inicio de la Segunda Guerra Mundial, un avión alemán dejó caer marcadores con esvásticas a través de la Tierra de la Reina Maud en una tentativa de crear una reclamación territorial.

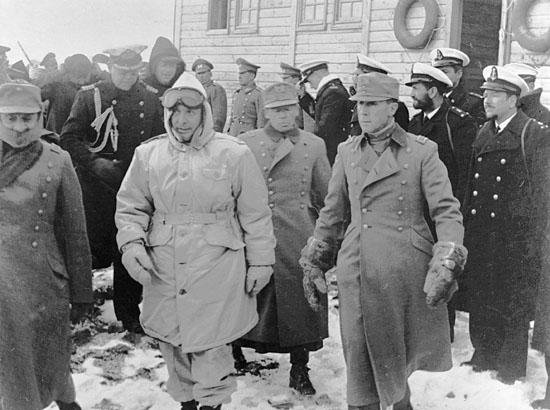
Gabriel González Videla durante la inauguración de la Base General Bernardo O'Higgins en la Antártica, en 1948.

En 1940 Chile delimita oficialmente el Territorio Chileno Antártico, entre los 53°W y los 90°W. Superponiéndose en gran medida con el reclamo británico. La primera base chilena fue inaugurada por la Armada Chilena el 6 de febrero de 1947 y fue bautizada como Base Soberanía posteriormente se llamaría Base Arturo Prat.  En 1948 se instala la Base Militar Bernardo O’Higgins. Esta última fue fundada personalmente por el presidente Gabriel González Videla, siendo el primer gobernante en el mundo en visitar ese continente.
La Isla Decepción, en las Islas Shetland del Sur, reclamadas por el Reino Unido (como también por Chile y Argentina), poseía un abrigado puerto con una vieja estación ballenera noruega. En 1941, el barco británico Queen of Bermuda destruyó depósitos de carbón y tanques de petróleo, previniendo su uso por alemanes.
En 1946 Argentina oficializa su reclamación territorial entre los 25°W y los 74°W al sur de los 60°S, superponiéndose parcialmente con el reclamo chileno y totalmente con el británico.
El Reino Unido lanza en 1943 la operación Tabarin. Se instalaron varias bases durante febrero. En Isla Decepción, donde la bandera británica fue izada en reemplazo de las banderas argentinas, en Port Lockroy, en Bahía Esperanza. Había también preocupación en el Foreign Office sobre la dirección de la actividad posguerra de Estados Unidos en la región. Así, una razón era establecer sólidas reclamaciones británicas sobre varias islas deshabitadas y partes de la Antártida, reforzada por la simpatía de Argentina hacia Alemania. Además, en 1941, allí había habido miedo que Japón pudiera intentar apoderarse de las Islas Malvinas, ya sea como una base o para pasarlas a Argentina, ganando ventaja política para el Eje y denegando su uso para los británicos. La operación no habría sido lanzada a causa del no reconocimiento por parte de Estados Unidos a las reclamaciones británicas en el territorio, sino para alentar las reclamaciones territoriales británicas contra las incursiones de Argentina y Chile.

El Territorio Chileno Antártico y la Antártida Argentina superpuestos. Ambos países le reconocen al otro el territorio que no se superpone con el propio.

A fines de 1940, Argentina y Chile reconocieron mutuamente «que Chile y Argentina tienen derechos indiscutibles de soberanía en la zona polar denominada Antártida americana».
El 4 de marzo de 1948, Chile y Argentina firmaron un mutuo acuerdo en la protección y defensa jurídica de sus derechos territoriales antárticos, reconociendo mutuamente:

[...] hasta tanto se pacte, mediante acuerdos amistosos, la línea de común vecindad en los territorios antárticos de Chile y la República Argentina, declaran:

1) Que ambos Gobiernos actuarán de común acuerdo en la protección y defensa jurídica de sus derechos en la Antártida Sudamericana, comprendida entre los meridianos 25° y 90°, de longitud oeste de Greenwich, en cuyos territorios se reconocen Chile y la República Argentina indiscutibles derechos de soberanía.

## Más expediciones

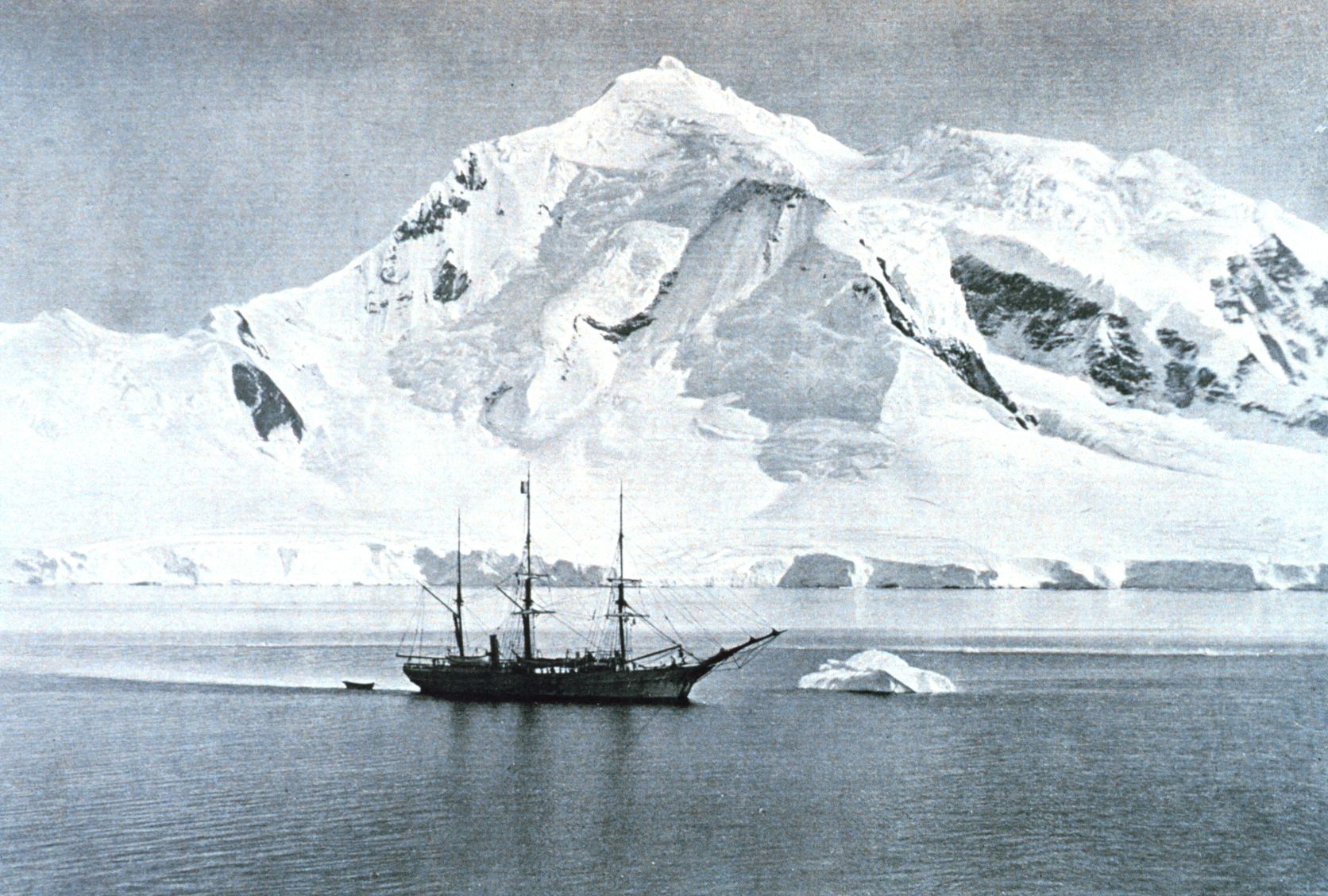
El buque BELGICA anclado en Mount William

No fue hasta el 31 de octubre de 1956 que alguien puso pie sobre el polo sur otra vez; aquel día el Contraalmirante George J. Dufek de la marina estadounidense (y otros) aterriza exitosamente un avión R4D Skytrain (Douglas DC-3).
El montañero neozelandés sir Edmund Hillary alcanzó el Polo el 3 de enero de 1958, usando tractores equipados para travesías polares, el primer equipo desde la expedición de Scott que alcanzaba el Polo Sur por tierra. Hillary era parte de un equipo de apoyo de la Expedición transantártica de la Commonwealth, que tenía como misión dejar provisiones y que había partido de la bahía de las Ballenas, en el mar de Ross. En el típico estilo de Hillary «se desvió» al Polo porque el viaje había salido bien. El explorador británico sir Vivian Fuchs, el líder de la expedición, llegó al Polo desde la dirección opuesta el 19 de enero, encontrándose allí con Hillary. Fuchs había partido de la «base Shackelton», cerca de la bahía de Vahsel, en el mar de Weddell. Fuchs continuó por el camino que Hillary había seguido y haciendo uso de las provisiones que le había dejado, consiguiendo llegar el 2 de marzo con éxito a la base Scott, completando el cruce transpolar de la Antártida que Shackleton había concebido.

## El Tratado Antártico y la historia reciente

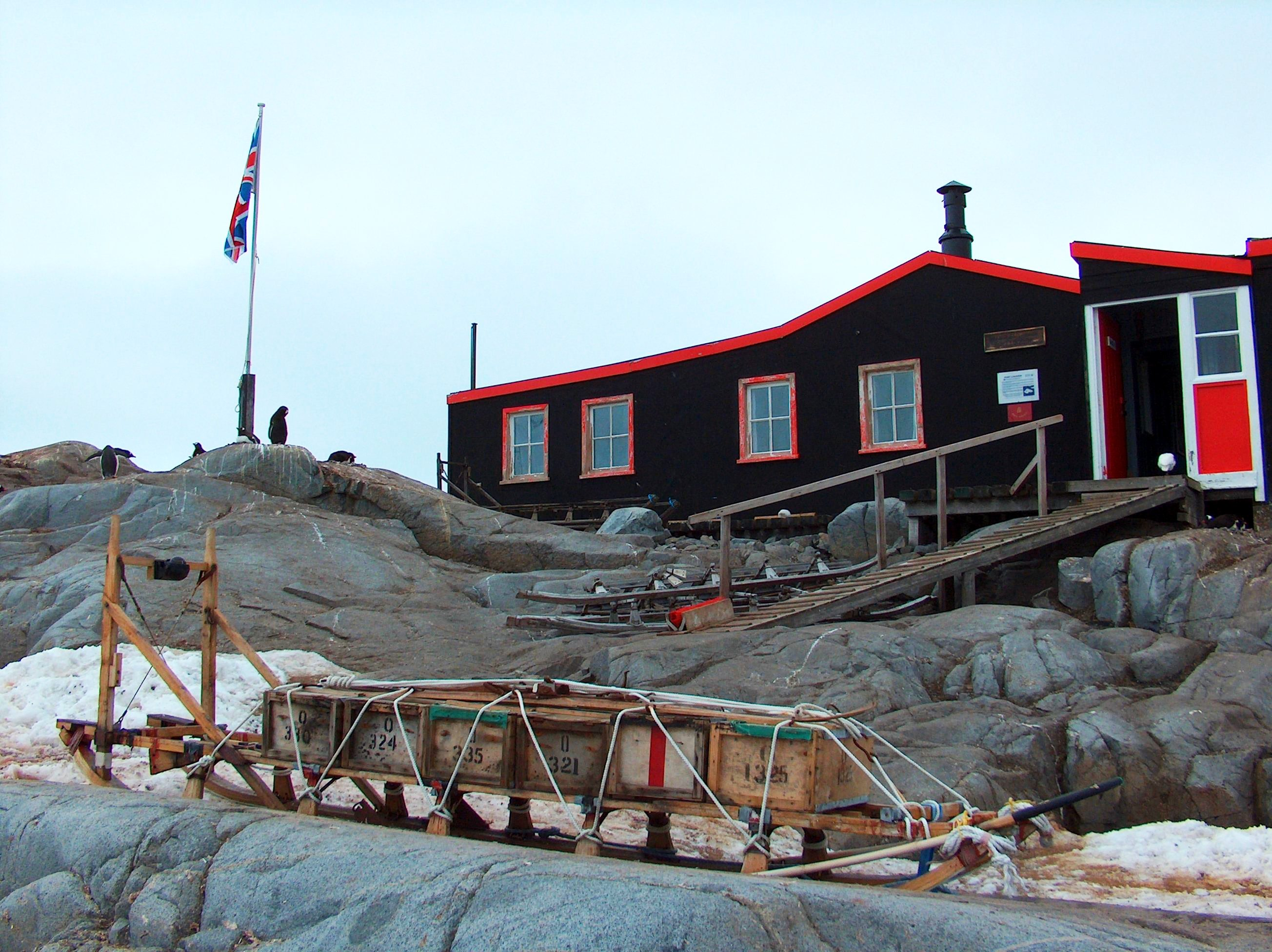
Museo de Puerto Lockroy.

El Tratado Antártico fue firmado el 1 de diciembre de 1959 y entró en vigencia el 23 de junio de 1961. Entre otras medidas, este tratado limita la actividad militar en la Antártida al apoyo de la actividad científica. 
En 1967 una erupción volcánica en la Isla Decepción destruye la Base Pedro Aguirre Cerda, de la Fuerza Aérea de Chile, además de las bases argentina y británica, ubicadas en el mismo lugar.
En agosto de 1973, Argentina efectúa una reunión de gabinete en el territorio reclamado por ese país. En 1977 el dictador de Chile, Augusto Pinochet permanece durante una semana en territorio antártico. En el otoño de 1978 el gobierno argentino envía una de sus ciudadanas embarazada a vivir en la Antártida, en la Base Esperanza, cerca de la Bahía Esperanza, con el propósito de convertirse en el primer país con un niño nacido en la Antártida, ella dio a luz a Emilio Marcos Palma, nacido el 7 de enero de 1978, convirtiéndose en el primer bebé nacido en el continente. También es la persona nacida más al sur.
El 28 de noviembre de 1979, un DC-10 de Air New Zealand en un vuelo turístico, se estrelló contra el Monte Erebus en la Isla Ross, muriendo las 257 personas a bordo.
El 21 de noviembre de 1984 nace Juan Pablo Camacho, el primero de tres chilenos en nacer en este lugar. El 22 de diciembre de 1984, se inaugura la Base Científica Antártica Artigas, en la Isla Rey Jorge, primera instalación de Uruguay en la Antártida,  la que comienza a ser utilizada para pasar el invierno en la Antártida en 1986.
En 1991 se propuso una convención entre los países miembros del Tratado Antártico sobre cómo regular la minería y la perforación. El primer ministro australiano Bob Hawke y el primer ministro francés Michel Rocard lideraron una respuesta a esta convención que resultó en la adopción del Protocolo al Tratado Antártico sobre Protección del Medio Ambiente, actualmente conocido como Protocolo de Madrid. Toda la extracción de minerales fue prohibida durante 50 años y la Antártida fue apartada como una "reserva natural, dedicada a la paz y la ciencia".
En marzo de 2002 el Iceberg B-22 de 5.500 km² se desprendió de la lengua de Glaciar Thwaites y de la Barrera de Hielo Larsen  B al este de la Península Antártica, desintegrándose en pequeños fragmentos. la barrera de Hielo tenía 200 m de espesor y un área de 3.250 km².

### Libros electrónicos en el Proyecto Gutenberg
- Edición electrónica libre de {{{título}}} en el Proyecto Gutenberg
- Edición electrónica libre de {{{título}}} en el Proyecto Gutenberg
- Edición electrónica libre de {{{título}}} en el Proyecto Gutenberg

- Datos: Q722537
- Multimedia: History of Antarctica / Q722537